# Архиепархия Петры и Филадельфии
Архиепархия Петры и Филадельфии (латинское наименование), другое наименование — «Архиепархия Петры, Филадельфии и всей Трансиордании» (наименование в Мелькитской католической церкви) (лат. Archieparchia Petrensis et Philadelphiensis) — архиепархия Мелькитской католической церкви с центром в городе Амман, Иордания. Распространяет свою юрисдикцию на всю территорию Иордании. Кафедральным собором является церковь Успения Пресвятой Девы Марии. Собственная архиепархия мелькитского  патриарха Антиохии.

## История
После Никейского собора 325 года в Палестине в 358 году образовались три церковных округа, совпадавшие с территориями одноимённых римских провинций: Первая Палестина, Вторая Палестина и Третья Палестина. В церковную провинцию Первой Палестины входили храмы, расположенные около Иерусалима. Во Вторую Палестину входили храмы, находящиеся в окрестностях античного города Скифополиса и в Третья Палестину входили храма, расположенные около античных городов Петра и Филадельфия (современная территория Иордании).
До 1932 года северная часть современной Иордании входила в состав мелькитской архиепархии Босры и Хаурана. В начале XX века на территории современной Иордании были созданы различные миссии латинского иерусалимского патриарха и мелькитских миссионеров из архиепархии Акки и архиепархии Иерусалима.
2 мая 1932 года Римский папа Пий XI издал буллу «Apostolica Sedes», которой учредил епархию Трансиордании для верующих Мелькитской католической церкви. При создании архиепархии произошёл административный спор между Святым Престолом и мелькитским патриархом. Пий XI хотел, чтобы новая архиепархия была в административном подчинении латинского патриарха Иерусалима, а мелькитский патриарх был бы только в должности администратора. Патриарх же настаивал, что новая архиепархия должна входить в состав патриаршества. Административный кризис вызвало также наименование новой церковной структуры: термин «Трансиордания» в отношении церковных структур в то время принадлежал также и некоторым другим епархиям Восточных католических церквей и булла не определяла, какая из них имеет приоритет в отношении этого наименования.
5 июня 1932 года патриарх Кирилл IX рукоположил в Каире Павла Салмана в епископы с титулом «митрополит Петры, Филадельфии и всей Трансиордании». В наименовании титула упоминались названия двух античных городов Петра и Филадельфия, которые в первые века христианства были кафедрами античных восточных диоцезов (Епархия Филадельфии Аравийской и Архиепархия Петры). Новая архиепархия стала носить в Мелькитской католической церкви с этого дня наименование этих двух античных городов с упоминанием термина «Трансиордания».

## Статистика
На территории архиепархии в настоящее время действуют 28 прихода. Согласно ватиканскому справочнику Annuario Pontificio от 2013 года в епархии на конец 2007 года насчитывалось около 27 тысяч прихожан, служило 29 священников (из них — 24 епархиальных и 5 — монашествующих), 8 монахов и 24 монахинь.
Архиепархия обеспечивает содержание нескольких средних учебных заведений:
- Амман — колледж для девочек имени Джабала аль-Хусейна.
- Ирбид — смешанная начальная и средняя школа.
- Зарка — общая школа, которой руководят члена монашеской конгрегации сальваторианцев.

## Архиепископы
- Павел Салман (2.05.1932 — 1.07.1948);
- Михаил Ассаф (19.09.1948 — 10.08.1970);
- Саба Юаким B.S.[3] (15.10.1970 — 24.08.1992);
- Георгий Эль-Мурр B.C. (26.08.1992 — 18.06.2007);
- Яссер Айяш (21.06.2007 — 14.04.2015).